# Tangnary
Il Tangnary (in russo Тангнары?) è un fiume della Siberia orientale, affluente di destra del Viljuj (appartiene al bacino della Lena). Scorre negli ulus Kobjajskij, Viljujskij e Gornyj della Sacha (Jacuzia).
Il fiume nasce dal versante nord-occidentale delle alture della Lena, scorrendo successivamente nel bassopiano della Jacuzia centrale in direzione prevalentemente settentrionale; il suo maggiore affluente è l'Ėjim (lungo 166 km), proveniente dalla destra idrografica. Il fiume è gelato dalla seconda metà di ottobre alla seconda metà di maggio.